# Gunung Jamjumah
Gunung Jamjumah är ett berg i Indonesien.   Det ligger i provinsen Aceh, i den västra delen av landet, 1 700 km nordväst om huvudstaden Jakarta. Toppen på Gunung Jamjumah är 780 meter över havet, eller 107 meter över den omgivande terrängen. Bredden vid basen är 1,1 km.
Terrängen runt Gunung Jamjumah är huvudsakligen kuperad, men åt nordväst är den bergig.Runt Gunung Jamjumah är det mycket glesbefolkat, med 4 invånare per kvadratkilometer. I omgivningarna runt Gunung Jamjumah växer i huvudsak städsegrön lövskog.